# Херст, Элисон
Э́лисон Херст-Дже́ксон (англ. Alison Herst-Jackson; 7 марта 1971, Торонто) — канадская гребчиха-байдарочница, выступала за сборную Канады на всём протяжении 1990-х годов. Участница двух летних Олимпийских игр, чемпионка мира, победительница многих регат национального и международного значения.

## Биография
Элисон Херст родилась 7 марта 1971 года в Торонто, провинция Онтарио. Активно заниматься греблей на байдарках начала с раннего детства, проходила подготовку в каноэ-клубе «Уэст-Руж» в городе Скарборо.
Благодаря череде удачных выступлений попала в основной состав канадской национальной сборной и удостоилась права защищать честь страны на летних Олимпийских играх 1992 года в Барселоне — стартовала на дистанции 500 метров среди двоек и среди четвёрок, заняв в финалах пятое и шестое места соответственно.
Первого серьёзного успеха на взрослом международном уровне добилась в 1994 году, когда побывала на чемпионате мира в Мехико и привезла оттуда награду бронзового достоинства, выигранную в полукилометровом зачёте четырёхместных экипажей совместно с Каролин Брюне, Кларой Макаскилл и Корриной Кеннеди — в финале их обошли только экипажи из Венгрии и Германии. Год спустя выступила на мировом первенстве в немецком Дуйсбурге, где в той же дисциплине обогнала всех своих соперниц и завоевала золотую медаль, при этом её партнёршами были Каролин Брюне, Коррина Кеннеди и Мари-Жозе Жибо-Уиме.
Будучи в числе лидеров гребной команды Канады, Херст благополучно прошла квалификацию на Олимпийские игры 1996 года в Атланте — в четвёрках на пятистах метрах показала в решающем заезде пятый результат, немного не дотянув до призовых позиций. Вскоре по окончании этих соревнований приняла решение завершить карьеру профессиональной спортсменки, уступив место в сборной молодым канадским гребчихам.
Впоследствии вышла замуж и сменила фамилию на Джексон.